# Bowling aux Jeux mondiaux de 1993
Navigation
Karlsruhe 1989 Lahti 1997
Les épreuves de bowling des Jeux mondiaux de 1993 ont lieu à La Haye (Pays-Bas).

## Podiums
| Épreuves          | Or                                      | Argent                              | Bronze                                 |
| ----------------- | --------------------------------------- | ----------------------------------- | -------------------------------------- |
| Individuel Hommes | Suède Tomas Leandersson                 | France Yvan Augustin                | Philippines Paeng Nepomuceno           |
| Individuel Femmes | Royaume-Uni Pauline Smith               | Malaisie Lisa Kwan                  | Corée du Sud Oh Hi                     |
| Double mixte      | Finlande Pauliina Aalto Mika Koivuniemi | Suède Åsa Larsson Tomas Leandersson | France Isabelle Saldjian Yvan Augustin |

## Tableau des médailles
| Rang  | Nation          | Or | Argent | Bronze | Total |
| ----- | --------------- | -- | ------ | ------ | ----- |
| 1     | Suède           | 1  | 1      | 0      | 2     |
| 2     | Grande-Bretagne | 1  | 0      | 0      | 1     |
| 2     | Finlande        | 1  | 0      | 0      | 1     |
| 4     | France          | 0  | 1      | 1      | 2     |
| 5     | Malaisie        | 0  | 1      | 0      | 1     |
| 6     | Corée du Sud    | 0  | 0      | 1      | 1     |
| 6     | Philippines     | 0  | 0      | 1      | 1     |
| TOTAL | TOTAL           | 3  | 3      | 3      | 9     |